# Vladimir Chernyshov
Vladimir Dmitrievich Chernyshov (em russo:  Владимир Дмитриевич Чернышёв; Pochinok, 21 de junho de 1951 — Pádua, 4 de maio de 2004) foi um jogador de voleibol da Rússia que competiu pela União Soviética nos Jogos Olímpicos de 1976 e 1980.
Em 1976, ele fez parte do time soviético que conquistou a medalha de prata no torneio olímpico, no qual atuou em cinco partidas. Quatro anos depois, ele ganhou a medalha de ouro com a equipe soviética na competição olímpica de 1980, participando de cinco jogos.